# Jan Tábor
Jan Tábor (* 2. Februar 1963 in der Tschechoslowakei) ist ein ehemaliger deutsch-tschechischer Eishockeyspieler, der von 2000 bis Januar 2009 Manager der Dresdner Eislöwen war.

## Karriere
Jan Tábor begann seine Karriere als Eishockeyspieler in seiner Heimatstadt Litvínov und spielte von 1979 bis 1984 beim HC Litvínov. Nach seiner Ausreise nach Deutschland spielte er 1984 seine erste Profisaison für die Nova Scotia Oilers, dem Farmteam der Edmonton Oilers, in Halifax, Kanada. Zur Saison 1985/86 wechselte er zum BSC Preussen nach Berlin in die 2. Liga Nord, bei denen er für zwei Jahre unter Vertrag stand. In der folgenden Spielzeit konnte er mit den Preussen den Aufstieg in die damalige Bundesliga feiern. Während der Saison 1988/89 wechselte er vom ESC Wolfsburg in die 2. Liga Süd zum EHC 80 Nürnberg, der in den folgenden Jahren sein Heimatverein werden sollte.
Jan Tábor blieb für insgesamt sechs Spielzeiten in Nürnberg und absolvierte für den EHC insgesamt über 300 Spiele, in denen er 165 Tore erzielte, 189 Tore vorbereitete und nur 124 Minuten auf der Strafbank verbrachte. 1994 wechselte Tabor dann zur Spielgemeinschaft Sachsen Weißwasser, die damals in der DEL spielte. Auch nach der Auflösung der Spielgemeinschaft mit Chemnitz blieb er in Weißwasser, bevor er ein Jahr später zum EHC Neuwied in die damalige 1. Liga Nord wechselte. Allerdings blieb er nicht lange in Neuwied, sondern wechselte nach 21 Spielen für Neuwied zum EC Wilhelmshaven-Stickhausen. Dort hielt es ihn auch nicht lange und nach 29 Spieltagen in der Saison 1997/98 wurde er beim ERC Hassfurt unter Vertrag genommen. Seine letzte Station als aktiver Spieler war in der Saison 1999/2000 der ESC Dresden, wo er einer der Führungsspieler war.
Seit seinem Rücktritt war Jan Tábor Manager der Dresdner Eislöwen, der immer wieder tschechische Spieler für die Eislöwen verpflichtete und unter anderem mit Jiří Kochta das tschechisch-geprägte Eishockeyspiel in Dresden pflegte. Am Ende der Spielzeit 2007/08 übernahm er persönlich den Posten als Cheftrainer und erreichte den Wiederaufstieg in die 2. Eishockey-Bundesliga. Erst im Oktober 2008 gab er diesen Posten wieder auf, blieb aber weiterhin Manager der Eislöwen. Ende Januar 2009 beendete er zudem seine Managertätigkeit, sein Vertrag als Geschäftsführer lief noch bis Ende April 2009.